# The Lodge
The Lodge (prt: The Lodge: Mistério a Todo o Ritmo; bra: The Lodge: Música e Segredos) é uma série de televisão britânica com gênero musical e drama adolescente, que se baseia na série israelense North Star. A série é produzida por Zodiak Kids Studio. Teve sua estreia no Disney Channel Reino Unido e Irlanda e no Disney Channel Canadá em 23 de setembro de 2016. A série estreou na Disney Channel no Brasil e na América Latina em 11 de fevereiro de 2017. Em Portugal a 1ª Temporada estreou a 20 de março de 2017. A 2ª Temporada irá estrear dobrada em Português a 15 de setembro de 2020, como o lançamento do Disney +.
A segunda temporada estreou 9 de junho de 2017, no Disney Channel Reino Unido e Irlanda. No Brasil e em toda a América Latina, estreou em 29 de janeiro de 2018.

## Produção
Em julho de 2015, o Disney Channel Reino Unido e Irlanda deu sinal positivo para a produção da série The Lodge, que tinha o título de North Star. Para a primeira temporada, 13 episódios foram originalmente anunciados, cada um com um tempo de execução de 22 minutos, embora a quantidade foi reduzida mais tarde para 10 episódios. A série The Lodge , filmada no norte da Irlanda. A maioria das cenas são filmadas em Montalto Estate e em The Carriage Rooms, que estão em Ballynahinch.
Em 13 de dezembro de 2016, foi anunciado que a série foi renovada para uma segunda temporada, que estreará em 2017.
Ao ser divulgado o vídeo da primeira música da 2ª temporada, It's My Time, a DisneyMusicVevo anunciou que a 2ª temporada estreiaria em junho no Disney Channel UK. A segunda temporada contará com Alex, uma menina que chega para agitar mais as coisas, e com novos personagens, devido a vida de Kaylee na cidade, como Lina Larissa Strahl como Frankie, Uma nova "amiga" de Kaylee, e Eloise Joseph como Senhorita Shaw, a professora dela. Terá 15 episódios.

## Sinopse

### 1ª Temporada
Com quinze anos, Skye retorna com o pai para o Estrela do Norte, um hotel rural familiar onde a mãe dela foi criada há anos. Ansiosa para fazer um novo começo, Skye faz amizades com os moradores que vivem e trabalham no hotel. Mas o encaixe com toda a sua vida não é tão difícil como caber em um novo grupo de amigos. Quando Skye descobre que seu pai está planejando vender o hotel que guarda com tantas lembranças preciosas, ela fica determinada a encontrar uma maneira de faze-lo mudar de ideia. Agora, ela deve se apoiar em seus novos amigos para fazer com que o Estrela do Norte continue aberto.

### 2ª Temporada
Após o show de encerramento, Skye recebe uma multa pelo show cedido por Olivia, mãe de Danielle e decide se empenhar em uma caça ao tesouro em busca do ouro. Kaylee embarca em sua nova jornada na escola de música, entretanto, as coisas parecem não estar totalmente sob controle sem o Noah ao seu lado para apoia-la em suas difíceis decisões. Uma nova garota chega ao hotel, podendo-se parecer desprovida de informações sobre o mistério que arredonda a vida de Skye e seus amigos, porém, ela sabe muito mais do que possamos imaginar. Acompanhe a nova temporada cheia de música, mistérios e é claro, amizade e companheirismo!

## Elenco e personagens

### Principal
| Ator           | Ator                  | Personagem     | Temporada    | Temporada    | Temporada |
| Ator           | Ator                  | Personagem     | 1ª Temporada | 2ª Temporada |           |
| Principal      | Principal             | Principal      | Principal    | Principal    |           |
| -------------- | --------------------- | -------------- | ------------ | ------------ | --------- |
| ,              | Sophie Simnett        | Skye Hart      | Principal    | Principal    |           |
| Inglaterra     | Luke Newton           | Ben Evans      | Principal    | Principal    |           |
| Escócia        | Thomas Doherty        | Sean Matthews  | Principal    | Principal    |           |
| Inglaterra     | Bethan Wright         | Danielle       | Principal    | Principal    |           |
| Escócia        | Jade Alleyne          | Kaylee Markson | Principal    | Principal    |           |
| Inglaterra     | Jayden Revri          | Noah Potts     | Principal    | Principal    |           |
| Inglaterra     | Joshua Sinclair-Evans | Josh           | Principal    | Principal    |           |
| Inglaterra     | Mia Jenkins           | Alex Hart      |              | Principal    |           |
| Recorrente     |                       |                |              |              |           |
| Inglaterra     | Martin Anzor          | Aaron          | Recorrente   | Recorrente   |           |
| Inglaterra     | Marcus Garvey         | Ed Hart        | Recorrente   | Recorrente   |           |
| França         | Tom Hudson            | Kyle           | Recorrente   | Recorrente   |           |
| Inglaterra     | Dan Richardson        | Gil Matthews   | Recorrente   | Recorrente   |           |
| Dinamarca      | Clara Rugaard         | Ana            | Recorrente   | Recorrente   |           |
| Inglaterra     | Geoffrey McGivern     | Patrick North  | Recorrente   | Recorrente   |           |
| Países Baixos  | Sarah Nauta           | Lori           | Recorrente   | Recorrente   |           |
| Inglaterra     | Dominic Harrison      | Oz             | Recorrente   | Recorrente   |           |
| Inglaterra     | Cameron King          | Ethan Evans    | Recorrente   | Recorrente   |           |
| Inglaterra     | Ellie Taylor          | Christina      | Recorrente   | Recorrente   |           |
| Inglaterra     | Emma Campbell-Jones   | Ella           | Recorrente   | Recorrente   |           |
| Inglaterra     | Laila Rouass          | Olivia         | Recorrente   | Recorrente   |           |
| Alemanha       | Lina Larissa Strahl   | Frankie        | Recorrente   | Recorrente   |           |
| Inglaterra     | Eloise Joseph         | Senhorita Shaw | Recorrente   | Recorrente   |           |
| Inglaterra     | Kimberley Walsh       | Rebecca        | Recorrente   | Recorrente   |           |
| Estados Unidos | Dove Cameron          | Jess           |              | Recorrente   |           |

## Músicas
Todas as datas das músicas e o nome delas foram retiradas do canal no YouTube da Disney.
| Música                                        | Intérprete(s)                                  | Lançamento            |
| 1ª temporada                                  | 1ª temporada                                   | 1ª temporada          |
| --------------------------------------------- | ---------------------------------------------- | --------------------- |
| Believe That                                  | • Elenco de The Lodge                          | 15 de julho de 2016   |
| Starting Over, Starting Now                   | • Elenco de The Lodge                          | 29 de julho de 2016   |
| If You Only Know                              | • Jade Alleyne                                 | 3 de outubro de 2016  |
| Bringing Better Back                          | • Elenco de The Lodge                          | 7 de outubro de 2016  |
| Never Let You Go                              | • Jade Alleyne e Jayden Revri                  | 7 de outubro de 2016  |
| Tell It Like It Is                            | • Dominic Harrison                             | 14 de outubro de 2016 |
| Something About Me                            | • Bethan Wright                                | 14 de outubro de 2016 |
| Starting Over, Starting Now (Ballad)          | • Clara Rugaard                                | 14 de outubro de 2016 |
| Starting Over, Starting Now (Versão Acústica) | • Jade Alleyne                                 | 14 de outubro de 2016 |
| What I've Been Wishing´For                    | • Elenco de The Lodge                          | 14 de outubro de 2016 |
| If You Only Knew                              | • Sophie Simnett e Luke Newton                 | 14 de outubro de 2016 |
| Believe That (Wideboy Bass Funk Mix)          | • Elenco de The Lodge                          | 14 de outubro de 2016 |
| If You Only Knew (Cutmore Edit Radio)         | • Jade Alleyne                                 | 14 de outubro de 2016 |
| Tell It Like It Is (Duelo)                    | • Luke Newton e Thomas Doherty                 | 14 de outubro de 2016 |
| Tell It Like It Is (Dueto)                    | • Sophie Simnett e Thomas Doherty              | 14 de outubro de 2016 |
| If You Only Knew (Versão Acústica)            | • Jade Alleyne                                 | 14 de outubro de 2016 |
| Favorite Place To Be                          | • Sophie Simnett, Thomas Doherty e Luke Newton | 4 de novembro de 2016 |
| 2ª temporada                                  |                                                |                       |
| It's My Time                                  | • Elenco de The Lodge                          | 20 de abril de 2017   |
| Figure It Out (Versão Danielle)               | • Bethan Wright                                | 12 de maio de 2017    |
| Over Til It's Over                            | • Elenco de The Lodge                          | 9 de junho de 2017    |
| It's Always Been You (Versão Ben)             | • Luke Newton                                  | 9 de junho de 2017    |
| It's Always Been You                          | • Thomas Doherty e Sophie Simnett              | 9 de junho de 2017    |
| Get My Way                                    | • Elenco de The Lodge                          | 9 de junho de 2017    |
| There For You                                 | • Jade Alleyne e Jayden Revri                  | 9 de junho de 2017    |
| Watch Me (Versão Acústica)                    | • Jade Alleyne                                 | 9 de junho de 2017    |

### Lyrics
| Música                            | Intérprete(s)                   | Lançamento           |
| 2ª temporada                      | 2ª temporada                    | 2ª temporada         |
| --------------------------------- | ------------------------------- | -------------------- |
| Figure it Out (Versão Kaylee)     | Jade Alleyne                    | 11 de agosto de 2017 |
| Watch Me (Versão Acústica)        | Jade Alleyne                    | 11 de agosto de 2017 |
| It's Always Been You              | Sophie Simnett e Thomas Doherty | 11 de agosto de 2017 |
| It's Always Been You (Versão Ben) | Luke Newton                     | 11 de agosto de 2017 |

## Episódios
| Temporada | Temporada | Episódios | Exibição original      | Exibição original      | Exibição no Brasil      | Exibição no Brasil      | Exibição em Portugal             | Exibição em Portugal             |
| Temporada | Temporada | Episódios | Estreia de temporada   | Final de temporada     | Estreia de temporada    | Final de temporada      | Estreia de temporada             | Final de temporada               |
| --------- | --------- | --------- | ---------------------- | ---------------------- | ----------------------- | ----------------------- | -------------------------------- | -------------------------------- |
|           | 1         | 10        | 23 de setembro de 2016 | 25 de novembro de 2016 | 11 de fevereiro de 2017 | 8 de abril de 2017      | 20 de março de 2017              | 31 de março de 2017              |
|           | 2         | 15        | 9 de junho de 2017     | 3 de novembro de 2017  | 29 de janeiro de 2018   | 16 de fevereiro de 2018 | 15 de setembro de 2020 (Disney+) | 15 de setembro de 2020 (Disney+) |

## Créditos

### Diretores
| Nome          | Temporada | Episódios |
| ------------- | --------- | --- |
| Matt Bloom    | 1ª        | "The New Girl", "Reality Check", "Opportunities", "Double Date" e "#Winning"                                                             |
| Dez McCarthy  | 1ª e 2ª   | 1ª: "Best Kept Secrets", "Cancelled", "Wishful Thinking", "The Truth" e "The Choicw" 2ª: "I Choose You", "Partners", "Help", e "Call Me" |
| Julie Edwards | 2ª        | "Mystery Guest" |
| Max Myers     | 2ª        | |

### Escritores
| Nome                             | Temporada | Episódios |
| -------------------------------- | --------- | --- |
| Lee Walters                      | 1ª e 2ª   | 1ª: "The New Girl", "Reality Check", "The Truth" e "The Coice" 2ª: "I Choose You" e "I'll Huff And I'll Puff" |
| Bronagh Taggart                  | 1ª e 2ª   | 1ª: "#Winning" e "Wishful Thinking" 2ª: "Partners"                                                            |
| Scott Payne                      | 1ª e 2ª   | 1ªː "Best Kept Secrets" 2ª:"Mystery Guest"                                                                    |
| James Whitehouse & Hannah George | 1ªe 2ª    | 1ªː"Double Date" 2ª:"The Last Dance"                                                                          |
| Paul Gerstenberger               | 2ª        | "Help" |
| Zoe Lister                       | 2ª        | "Call Me" |
| Robert Evans                     | 1ª        | "Opportunities"                                                                                               |
| Holly Phillips                   | 1ª        | "Cancelled"                                                                                                   |

## Estreias internacionais

### Disney Channel

#### 1ª Temporada
| País | Emissora                                 | Estreia                 | Final                  | Título                             | Referência |
| --- | ---------------------------------------- | ----------------------- | ---------------------- | ---------------------------------- | ---------- |
| Reino Unido · Irlanda | Disney Channel Reino Unido e Irlanda     | 23 de setembro de 2016  | 25 de novembro de 2016 | The Lodge                          |            |
| Canadá | Disney Channel Canadá                    | 23 de setembro de 2016  | 25 de novembro de 2016 | The Lodge                          |            |
| Estados Unidos | Disney Channel                           | 17 de outubro de 2016   | 25 de novembro de 2016 | The Lodge                          |            |
| Espanha | Disney Channel Espanha                   | 2 de novembro de 2016   | 30 de novembro de 2016 | The Lodge: Misterio A Todo Ritmo   |            |
| Finlândia · Dinamarca · Finlândia · Gronelândia · Islândia · Ilhas Feroé · Noruega · Suécia | Disney Channel Escandinávia              | 11 de novembro de 2016  | 16 de dezembro de 2016 | The Lodge                          | [ 3 ]      |
| Alemanha · Áustria · Suíça · Liechtenstein | Disney Channel Alemanha                  | 18 de novembro de 2016  | 16 de dezembro de 2016 | The Lodge                          |            |
| Argentina · Bolívia · Chile · Colômbia · Cuba · Costa Rica · Equador · El Salvador · Guatemala · Honduras · Nicarágua · México · Panamá · Paraguai · Peru · República Dominicana · Uruguai · Venezuela | Disney Channel América Latina            | 11 de fevereiro de 2017 | 8 de abril de 2017     | The Lodge: Música y Secretos       |            |
| Brasil | Disney Channel Brasil                    | 11 de fevereiro de 2017 | 8 de abril de 2017     | The Lodge: Música e Segredos       |            |
| Austrália · Nova Zelândia | Disney Channel Austrália e Nova Zelândia | 24 de fevereiro de 2017 | TBA                    | The Lodge                          |            |
| Itália | Disney Channel Italia                    | 4 de março de 2017      | 1 de abril de 2017     | The Lodge                          |            |
| Países Baixos · Bélgica | Disney Channel Países Baixos e Bélgica   | 5 de março de 2017      | TBA                    | The Lodge                          |            |
| Roménia | Disney Channel România                   | 11 de março de 2017     | TBA                    | The Lodge                          |            |
| Bulgária | Disney Channel Bulgária                  | 11 de março de 2017     | TBA                    | The Lodge                          |            |
| Grécia | Disney Channel Grécia                    | 18 de março de 2017     | TBA                    | The Lodge                          |            |
| África do Sul | Disney Channel África do Sul             | 18 de março de 2017     | TBA                    | The Lodge                          |            |
| Portugal | Disney Channel Portugal                  | 20 de março de 2017     | 31 de março de 2017    | The Lodge: Mistério a Todo o Ritmo |            |
| Rússia | Disney Channel Rússia                    | 20 de março de 2017     | TBA                    | Полярная звезда                    |            |
| Hungria | Disney Channel Hungría                   | 20 de março de 2017     | 31 de março de 2017    | The Lodge                          |            |
| Eslováquia · Chéquia | Disney República Tcheca                  | 20 de março de 2017     | 31 de março de 2017    | The Lodge                          |            |
| França | Disney Channel França                    | 27 de março de 2017     | 7 de abril de 2017     | The Lodge                          |            |
| Polónia | Disney Channel Polônia                   | 27 de março de 2017     | 7 de abril de 2017     | The Lodge                          |            |

#### 2ª Temporada
| País | Emissora                               | Estreia                | Final                   | Título                        | Referência |
| --- | -------------------------------------- | ---------------------- | ----------------------- | ----------------------------- | ---------- |
| Reino Unido · Irlanda | Disney Channel Reino Unido e Irlanda   | 9 de junho de 2017     | 3 de novembro de 2017   | The Lodge                     |            |
| França | Disney Channel França                  | 11 de novembro de 2017 | TBA                     | The Lodge                     |            |
| Países Baixos · Bélgica | Disney Channel Países Baixos e Bélgica | 18 de novembro de 2017 | TBA                     | The Lodge                     |            |
| Argentina · Bolívia · Chile · Colômbia · Cuba · Costa Rica · Equador · El Salvador · Guatemala · Honduras · Nicarágua · México · Panamá · Paraguai · Peru · República Dominicana · Uruguai · Venezuela | Disney Channel América Latina          | 29 de janeiro de 2018  | 16 de fevereiro de 2018 | The Lodge: Música y Secretos  |            |
| Brasil | Disney Channel Brasil                  | 29 de janeiro de 2018  | 16 de fevereiro de 2018 | The Lodge - Música e Segredos |            |
| Itália | Disney Channel Itália                  | 3 de setembro de 2018  | ASA                     | The Lodge                     |            |